# Àixraf Oghullari
Àixraf Oghullari fou una família turca que va rebre l'encàrrec dels seljúcides de controlar les "marques militars" o zones de frontera, al segle xiii. Era una família de turcmans amb molts membres, fidels i clients, instal·lada a Anatòlia pels mateixos seljúcides. Van portar el títol d'"amir". La seva residència inicial fou Gorgurum i després van tenir capital a Beyşehir.
El primer fou Àixraf-oghlu Sayf al-Din Sulayman Bey I, que va tenir un paper molt important fins a la seva mort el 27 d'agost de 1302. El va succeir el seu fill gran Mubariz al-Din Muhammad Bey que va reconèixer la sobirania del governador il-kànida Coban. Va morir el 1320 i el va succeir el seu fill Sulayman Bey II que va tenir un govern relativament curt i a l'entorn del 1332/1333 fou executat pel governador cobànida il-kànida, Dermitaix ibn Coban, després de ser torturat salvatgement. Amb la seva mort les seves possessions van passar aviat en part a Hamid (els Hamid-oghlu) i en part als Karamànides (emirat de Karaman).
Els seus dominis van arribar a incloure 690 viles i 150 poblets i la seva cavalleria disposava de 70000 homes.

## Genealogia
- Àixraf
  - Sayf al-Din Sulayman Bey I vers 1280-1302
    - Mubariz al-Din Muhammad Bey 1302-1320
      - Sulayman Bey II

    - Diya al-Din Àixraf
    - Guldjemal Khatun (filla)